# بانک سی‌آردی‌بی
بانک سی‌آردی‌بی (انگلیسی: CRDB Bank) شرکت خدمات مالی و بانکداری تانزانیایی است، که در سال ۱۹۹۶ تأسیس شد.